# سوغاوارا نو ميتشيزانه
سوغاوارا نو ميتشيزانه (باليابانية: 菅原 道真) عاش في الفترة (1 أغسطس 845 - 26 مارس 903) هو أحد النبلاء، وشاعر، وسياسي من فترة هييآن في التاريخ الياباني. عمل كوزير للبلاط الأيمن في فترة الإمبراطور أودا، ويشتهر بأشعاره المكتوبة بالصينية.

## روابط خارجية
- سوغاوارا نو ميتشيزانه على موقع الموسوعة البريطانية (الإنجليزية)